# Aneflomorpha citrana
Aneflomorpha citrana är en skalbaggsart som beskrevs av Chemsak 1960. Aneflomorpha citrana ingår i släktet Aneflomorpha, och familjen långhorningar. Inga underarter finns listade i Catalogue of Life.